# Anne-Lise Rousset
Pour les articles homonymes, voir Rousset.
Anne-Lise Rousset mariée Séguret, née le 27 juillet 1988 à Saint-Flour, est une coureuse de fond française spécialisée en trail et en skyrunning. Elle est championne de France de trail long 2023 et a remporté la CCC en 2014.

## Biographie
Anne-Lise Rousset fait ses débuts en compétition en raid nature durant ses études de médecine vétérinaire. Elle y fait la rencontre d'Adrien Séguret qui deviendra son entraîneur puis son mari. Peu à l'aise en VTT et en canoë, elle décide de se concentrer sur le trail. Elle s'y illustre en remportant notamment le trail des Hospitaliers en 2013.
Elle se révèle sur la scène internationale le 29 août 2014, en s'imposant sur la CCC. Elle effectue un solide départ en courant aux avants-postes aux côtés de la favorite Caroline Chaverot. Elle profite d'une erreur de ravitaillement de cette dernière qui la disqualifie pour s'emparer de la tête de course et s'offrir la victoire sur son premier trail de 100 kilomètres.
Le 30 mai 2015, elle prend part aux championnats du monde de trail courus dans le cadre de la Maxi-Race du Lac d'Annecy. Elle y prend un départ rapide et se retrouve dans le groupe de tête avec Caroline Chaverot et Nathalie Mauclair. Tandis que ses compatriotes continuent de mener en tête, Anne-Lise Rousset lève le pied et se fait doubler par l'Espagnole Maite Maiora. Elle assure toutefois sa place au pied du podium. Non-sélectionnée pour le classement par équipes, elle ne partage pas la médaille d'or de ses compatriotes. Le 25 octobre, elle prend un départ rapide sur le Grand Trail des Templiers, tentant de distancer rapidement ses adversaires. La Britannique Ellie Greenwood et la Suissesse Jasmin Nunige ne se laissent pas impressionner et font parler leur expérience pour doubler la Française en fin de course qui termine finalement sur la troisième marche du podium.
En 2016, elle s'illustre sur les épreuves longues de la Skyrunner World Series. Le 7 mai, elle prend un bon départ sur la Transvulcania, laissant filer la Suédoise Ida Nilsson en tête. Elle gère sa position et se défend face à la remontée de Ruth Croft pour terminer deuxième. Le 10 juillet, elle domine le High Trail Vanoise, terminant sixième au scratch en 10 h 13 min 0 s, avec presque une heure d'avance sur sa plus proche poursuivante Maud Gobert. Le 4 septembre, elle s'élance comme favorite sur la Rut 50K. Elle assume son rôle et s'empare des commandes de la course mais ne parvient pas à résister aux assauts de l'Américaine Hillary Gerardi. Elle termine finalement deuxième à seize minutes derrière sa rivale. Absente de la dernière épreuve de la catégorie Ultra, l'Ultra Pirineu, elle termine à la deuxième place du classement de la spécialité derrière l'Espagnole Gemma Arenas.
Peu après la naissance de son fils en juin 2021, elle se lance comme défi de battre le record de vitesse du sentier de grande randonnée 20. Elle reprend l'entraînement deux mois après avoir accouché. Le 13 juin 2022, elle s'élance depuis Calenzana à six heures du matin, accompagnée tour à tour par le détenteur du record masculin, Lambert Santelli, puis par Guillaume Peretti, ancien détenteur du record. Visant les 36 heures, elle arrive à Vizzavona avec une heure d'avance sur l'horaire prévu. Elle connaît cependant un coup de mou au petit matin. Retrouvant des forces, elle parvient à rallier Conca après 35 h 50. Elle établit ainsi un nouveau record féminin du parcours, battant de plus de cinq heures le précédent record établi par Émilie Lecomte en 2012,. Le 20 août, elle remporte le trail du Bélier au terme d'une course en solitaire. Le 20 octobre, elle s'élance au départ de la Diagonale des fous après y avoir longuement hésité. Elle effectue une solide course derrière l'Américaine Courtney Dauwalter mais connaît un coup de mou entre Grand Place et Roche Plate. Son mari et entraîneur Adrien Séguret la fait se réalimenter et lui redonne courage pour continuer la course. Elle assure sa deuxième place en 28 h 58 min 52 s.
Son record du GR20 est mis à l'écran par les réalisateurs Timothée Ranger et Étienne Valentin dans un film intitulé Ce qui compte. Ce dernier est dévoilé lors du festival Montagne en Scène 2023,.
Le 19 mars 2023, elle s'élance comme favorite aux championnats de France de trail long à Montpellier-le-Vieux. Assumant son rôle, elle mène la course en tête et creuse l'écart sur ses rivales pour s'offrir le titre. Le 14 juillet, elle prend un bon départ sur la Hardrock 100 et se permet le luxe de devance la grande favorite Courtney Dauwalter en début de course. L'Américaine accélère peu avant la mi-parcours et s'envole en tête. Anne-Lise Rousset assure alors la deuxième place en 27 h 29 min 55 s avec une heure et quart de retard sur Courtney Dauwalter.

## Palmarès

### Trail
| no  | féminin            | Course                               | Longueur | Départ            | Temps            |
| --- | ------------------ | ------------------------------------ | -------- | ----------------- | ---------------- |
| 66e | Médaille d'argent  | Marathon des Causses                 | 37 km    | 26 octobre 2012   | 3 h 48 min 39 s  |
| 6e  | Médaille d'or      | Trail des Hospitaliers               | 74 km    | 3 novembre 2013   | 8 h 30 min 49 s  |
| 41e | Médaille de bronze | Trail du Ventoux                     | 46 km    | 16 mars 2014      | 5 h 22 min 24 s  |
| 34e | Médaille d'or      | CCC                                  | 101 km   | 29 août 2014      | 14 h 28 min 48 s |
| 42e | Médaille d'argent  | Trail du Ventoux                     | 40 km    | 15 mars 2015      | 4 h 9 min 20 s   |
| 53e | 4e                 | Championnats du monde de trail       | 85 km    | 30 mai 2015       | 10 h 5 min 19 s  |
| 38e | Médaille de bronze | Grand Trail des Templiers            | 75 km    | 25 octobre 2015   | 8 h 24 min 35 s  |
| 41e | Médaille d'argent  | Trail du Ventoux                     | 44 km    | 20 mars 2016      | 4 h 36 min 45 s  |
| 6e  | Médaille d'or      | Marathon des Causses                 | 36 km    | 21 octobre 2017   | 3 h 34 min 0 s   |
| 44e | 4e                 | Marathon du Mont-Blanc               | 42 km    | 1er juillet 2018  | 4 h 53 min 4 s   |
| 26e | 4e                 | CCC                                  | 100 km   | 31 août 2018      | 12 h 47 min 52 s |
| 34e | Médaille d'or      | Le Bélier                            | 27 km    | 20 août 2022      | 2 h 21 min 14 s  |
| 20e | Médaille d'argent  | Diagonale des fous                   | 169 km   | 20 octobre 2022   | 28 h 58 min 52 s |
| 34e | Médaille d'or      | Championnats de France de trail long | 68 km    | 19 mars 2023      | 6 h 29 min 10 s  |
| 30e | Médaille d'or      | Marathon-Race du Lac d'Annecy        | 38 km    | 28 mai 2023       | 4 h 53 min 29 s  |
| 7e  | Médaille d'argent  | Hardrock 100                         | 100 mi   | 14 juillet 2023   | 27 h 29 min 55 s |
| 8e  | Médaille d'or      | Wildstrubel by UTMB - 70K            | 70 km    | 16 septembre 2023 | 8 h 32 min 30 s  |
| 24e | Médaille d'argent  | Ultra Trail de l'île de Madère       | 116 km   | 27 avril 2024     | 16 h 28 min 27 s |

### Skyrunning
| no  | féminin            | Course                                            | Longueur | Départ           | Temps           |
| --- | ------------------ | ------------------------------------------------- | -------- | ---------------- | --------------- |
| 59e | 5e                 | Transvulcania                                     | 73 km    | 10 mai 2014      | 9 h 10 min 29 s |
| 68e | 7e                 | Championnats du monde de skyrunning - SkyMarathon | 42 km    | 29 juin 2014     | 4 h 9 min 39 s  |
| 41e | Médaille d'argent  | Transvulcania                                     | 73 km    | 7 mai 2016       | 8 h 31 min 53 s |
| 6e  | Médaille d'or      | High Trail Vanoise                                | 67 km    | 10 juillet 2016  | 10 h 13 min 0 s |
| 28e | Médaille d'argent  | The Rut 50K                                       | 42 km    | 4 septembre 2016 | 4 h 43 min 52 s |
| 34e | Médaille d'argent  | Transvulcania                                     | 73 km    | 13 mai 2017      | 8 h 32 min 15 s |
| 19e | Médaille d'argent  | Transvulcania                                     | 73 km    | 11 mai 2019      | 8 h 25 min 11 s |
| 25e | Médaille de bronze | Olympus Marathon                                  | 44 km    | 29 juin 2019     | 5 h 20 min 4 s  |
| 20e | Médaille d'or      | Transvulcania                                     | 73 km    | 10 mai 2025      | 8 h 18 min 17 s |

## Records
| Épreuve       | Performance    | Date         | Lieu          |
| ------------- | -------------- | ------------ | ------------- |
| 10 kilomètres | 34 min 51 s    | 31 mars 2019 | Aix-les-Bains |
| Semi-marathon | 1 h 14 min 2 s | 16 mars 2025 | Lille         |
| Marathon      | 2 h 51 min 1 s | 8 avril 2018 | Paris         |

### Filmographie
- 2022 : Ce qui compte, film documentaire réalisé par Timothée Ranger et Étienne Valentin